# 山梨県道512号金山大月線
山梨県道512号金山大月線（やまなしけんどう512ごう かなやまおおつきせん）は、山梨県大月市を起点・終点とする一般県道である。

## 概要

### 路線データ
- 起点：山梨県大月市賑岡町奥山金山
- 終点：山梨県大月市大月二丁目（国道20号交点）

## 通過する自治体
- 山梨県大月市

## 交差・接続する道路
- 国道20号（大月市大月二丁目）

## 周辺
- 市営浅利団地
- ハローワーク大月
- 大月市立大月東中学校
- 山梨県立都留高等学校
- 大月市立大月東小学校